# برونو سيلفا (لاعب كرة قدم)
برونو سيلفا (14 سبتمبر 1992 بسالفادور في البرازيل - ) هو لاعب كرة قدم برازيلي في مركز الدفاع.

## وصلات خارجية
- برونو سيلفا على موقع قاعدة بيانات كرة القدم.إي يو (الإنجليزية)
- برونو سيلفا على موقع Soccerway.com (الإنجليزية)
- برونو سيلفا على موقع عالم كرة القدم.نت (الإنجليزية)